# Бритавка
Брита́вка (укр. Бритавка) — село на Украине, находится в Чечельницком районе Винницкой области.
Население по переписи 2001 года составляет 706 человек. Почтовый индекс — 24823. Телефонный код — 4351.
Занимает площадь 2,6 км².

## Адрес местного совета
24823, Винницкая область, Чечельницкий район, с. Бритавка, ул. Шевченко, 1

## Известные уроженцы и жители
- Брацюк, Николай Захарович (1909—1943) — советский офицер, танкист в годы Великой Отечественной войны, Герой Советского Союза (1944, посмертно).